# あんしんキー
あんしんキーは、パナソニック モバイルコミュニケーションズ製の対象携帯電話の購入時、標準同梱される、鍵のような役割をもつ機能。

## 概要
自分が携帯電話から離れると、ワイヤレスで自動ロック、近づくと自動解除される。ただし、あんしんキー本体の電源をオンにし、IDを携帯電話に入力しておかなければならない。また、ロックと解除は、P904iでは音と光で知らせるが、P903iは音も光も何もないため、携帯電話から離れても分からない。なお、P905iは、ワンセグアンテナの場所にP904iまであんしんキーのアンテナがあったためにつけることが出来ず、対応していない。これ以降対応機種は発売されていない。誤って洗濯したり水に浸かっても3時間~1週間ぐらいよく乾燥させれば再び使うことができる。

## ロックがかかる機能
- 電話発信
- プッシュトーク
- メールの送信／編集
- iモード
- iアプリ
- iチャネル
- カメラ
- ミュージック
- SDオーディオ
- IC機能
- トルカ

## あんしんキーロック中に可能な操作
- 音声電話
- TV電話
- メール
- メッセージ R／F
- GPS機能
- 電話帳お預かりサービス
- アラーム
- スケジュール
- ToDo

## 対応機種
- P904i（音と光でお知らせ）
- P903i（音も光も何もない）

P905i以降の機種は非対応である。
なお、富士通製のキッズケータイ・F801iにもあんしんキーの技術を流用したおまもリモコンが装備されている。